# C2C (estúdio)
C2C Co., Ltd. (株式会社 C2C, Kabushiki-gaisha C2C) é um estúdio de animação japonesa fundado em maio de 2009, e uma subsidiária da triple a.

## Séries De TV
- Yurumates 3D (2012)
- Oneechan ga Kita (2014)
- Project 575 (2014)
- M3: The Dark Metal (2014)
- Aquarion Logos (2015)
- WorldEnd (2017)
- Harukana Receive (2018)
- Hitori Bocchi no Marumaru Seikatsu (2019)
- Shachibato! President, It's Time for Battle! (2020)
- Majo no Tabitabi (2020)
- PuraOre: Pride of Orange (2021)

## OVAs
- Yurumates (2012)
- Project 575 (2014) co-produção com a Lay-duce
- Oneechan ga Kita (2014)
- Tenchi Muyo! Ryo-Ohki 4 (2016–2017, co-produção com á AIC